# Ulla Neumann
Ulla Catrina Sorbon Neumann, född 2 september 1946 i Köpenhamn, är en dansk-svensk skådespelerska och sångerska. Hon är dotter till musikerna Ulrik Neumann och Stina Sorbon, och syster till Mikael Neumann.
Hon sjöng "Djungelflickans sång" (My Own Home) på svenska och danska i Disneyfilmen Djungelboken (1967).

## Filmografi (urval)
- 1965 – Niklasons
- 1967 – Djungelboken